# Доли Партън
Доли Ребека Партън (на английски: Dolly Rebecca Parton) е американска кънтрипевица, китаристка, композиторка, телевизионна и киноактриса. Тя е сред големите звезди на кънтримузиката през 1970-те години.

## Биография
Родена е на 19 януари 1946 г. Дебютира на сцената на „Гранд Оул Опри“ едва 13-годишна. През 1960-те години се утвърждава в Нашвил с дуета си с известния кънтрипевец Портър Уагънър и с участието си в телевизионни шоупрограми, в които пресъздава с голям успех пародиен образ на русокоса красавица.
С песни като „Джошуа“ (1970), „Джолийн“ (1976) и „Отново си тук“ (1978) печели огромна популярност сред почитателите на кънтримузиката, а филмът "От 9 до 5”, в който участва заедно с Джейн Фонда, ѝ носи световна известност.
Към композираните от нея песни проявяват интерес много кънтрипевци (Л. Ронстад, Е. Харис).
През 1980-те години записва съвместни албуми с Крис Кристофърсън, Уили Нелсън, Бренда Ли, Кени Роджърс и др. и продължава блестящата си кариера на актриса в шоупрограми. Албумът „Трио“ (1987) е осъществен заедно с Емилу Харис и Линда Ронстад.
През 1994 г. излиза мемоарната ѝ книга „Доли: моят живот и други недовършени неща“. Също така участва и в сериала на Дисни Ченъл – Хана Монтана.

## Награди
- 7 награди Грами
- 10 награди на Американската асоциация на кънтри музиката
- 5 награди на Академията за кънтри музика
- 3 Американски музикални награди
- в „Залата на славата на кънтри музиката“ от 1999 г.[7]

Доли Партън има 25 златни, платинени и мултиплатинени плочи в дискографията си, 41 албума в Топ 10 в кънтри чартовете и 25 пъти нейни песни са оглавявали класацията на Билборд за кънтри сингли, рекорд, ненадминат. Доли Партън има над 100 милиона продадени копия от сингли, албуми и компилации на физически носител и в дигитален вариант.

## Дискография
- „The Best of…“ (1970 г.),
- „Coat of Many Colors“ (1971 г.),
- „My Tennessee Mountain Home“ (1973 г.),
- „Love is like a Butterfly“ (1974 г.),
- „Bargain Store“, „Dilly“ (1975 г.),
- „All I Can Do“ (1976 г.),
- „New Harvest First Gathering“ (1977 г.),
- „In the Beginning“, „Heartbreaker“ (1978 г.),
- „9 to 5 and Odd Jobs“ (1980 г.),
- „Heartbreak Express“ (1982 г.),
- „Burlap and Stain“ (1983 г.),
- „The Great Pretender“ (1984 г.),
- „Real Love“ (1985 г.),
- „Trio“ (1987 г.),
- „White Limozeen“ (1989 г.),
- „Eagle When She Flies“ (1991 г.),
- „The RCA Years 1967 – 1986“,
- „Slow dancing with the Moon“ (1993 г.),
- „Honky Tonk Angels“ (1993 г.),
- „Heartsongs“ (1994 г.),
- „The Essential Dolly Parton“ (1995 г.),
- „Something Special“ (1995 г.),
- „Treasures“ (1996 г.),
- „Just the Way I Am“ (1996 г.),
- „I Will Always Love You and Other Greatest Hits“ (1996 г.),
- "The Essential Dolly Parton, Vol.2” (1997 г.),
- „Hungry Again“ (1998 г.),
- „I Feel the Blues Movin’In“ (1999 г.),
- „The Trio, Vol. II“ (1999 г.)